# PostAuto

Logo (Duitstalig)

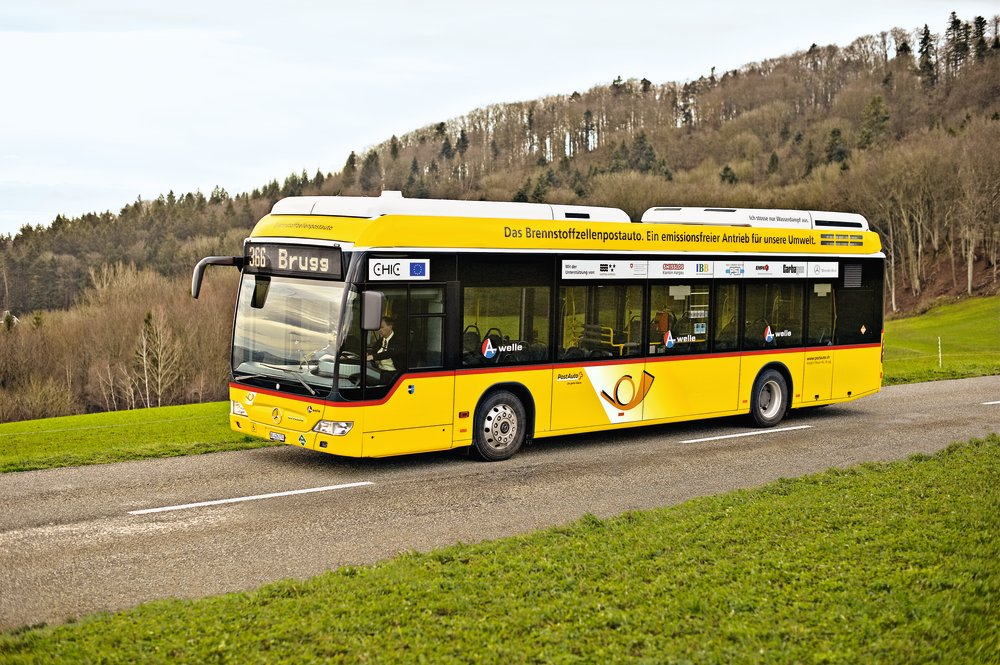
Mercedes-Benz O530 BH Postauto uitgerust met brandstofcellen, in dienst gesteld in mei 2012 op lijn 366 tussen Scherz en Brugg.

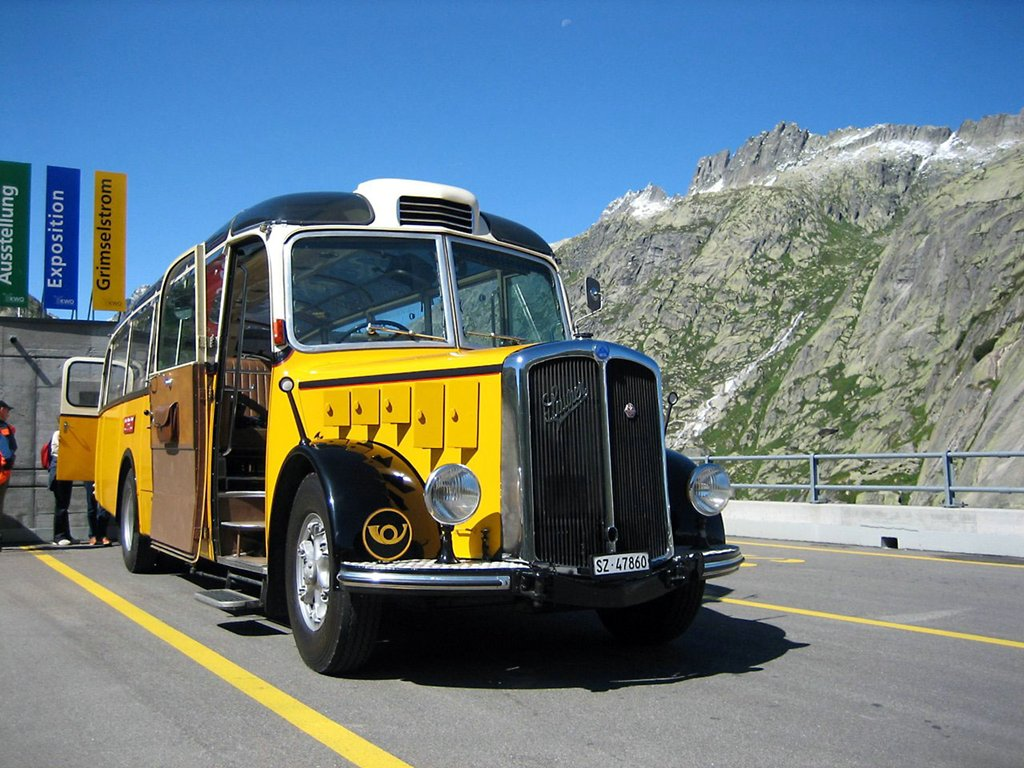
Saurer-postbus uit jaren '50, Grimselpas

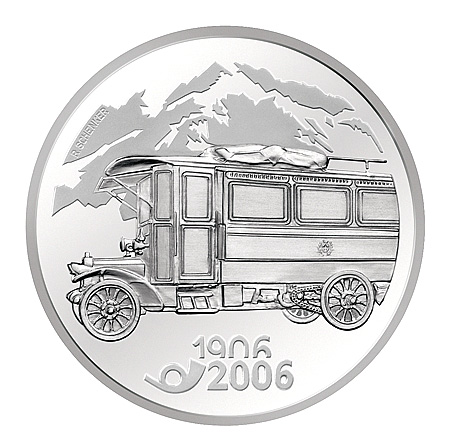
Herdenkingsmunt (2006)

PostAuto A.G. (Frans: CarPostal; Italiaans: AutoPostale; Reto-Romaans: AutoDaPosta; Engels: PostBus) is een Zwitsers staatsbedrijf dat vervoer verzorgt van passagiers, post en lichte vracht via een fijnmazig lijnennet van busverbindingen. Het is een dochterbedrijf van het Zwitserse staatsbedrijf Die Post. In 2017 bood het bedrijf werk aan meer dan 4200 vrouwelijke en mannelijke personeelsleden en had het rond 2300 bussen in dienst.
PostAuto is deels uit een staatsbedrijf en deels uit privé-ondernemingen opgebouwd. Het bedrijf oefent het vervoer uit in Zwitserland en in grensoverschrijdende gebieden in Frankrijk en Italië, en in geheel Liechtenstein. In Frankrijk voert het bedrijf onder de naam CarPostal France in meer dan 40 steden en omringende gebieden het vervoer uit, voornamelijk in de Elzas en Rhône-Alpes. In Liechtenstein verzorgt het bedrijf 40 buslijnen.
De Zwitserse Grindelwald Bus en de Italiaanse ondernemingen AutoPostale della Capriasca, Tesserete en AutoPostale del Malcantone, Croglio maken eveneens deel uit van de organisatie.

## Postbussen
De gele postbussen van het bedrijf (in Zwitserland postauto's genoemd) vervoeren naast post ook passagiers (en in het verleden ook melkbussen). Zij staan bekend om hun punctualiteit. Passagiers kunnen in de postbussen stappen bij haltes die zijn voorzien van borden met daarop het posthoornlogo en de naam van het postbedrijf.
De naam "postauto" is uniek en wordt alleen in Zwitserland gebruikt. In andere landen wordt de naam "postbus" gebruikt. De naam "postauto" stamt uit de tijd van de overgang van de postkoets (Postkutsche). Het woord "bus" werd nog niet gebruikt. Alles wat gemotoriseerd op 3 of 4 wielen reed werd "auto" genoemd. 
De eerste postbus reed in 1906 van Bern naar Detligen. Honderd jaar later wordt veel post per trein vervoerd, maar er rijden nog 2000 bussen rond op 800 trajecten, vooral naar de kleinere dorpen. Op het traject Juf – Andeer reed tot 1961 de laatste postkoets.
Postbussen mogen op zogenaamde bergpostwegen (Bergpoststrassen) een drietonige hoorn gebruiken met de eerste tonen uit het Andante van de ouverture van Rossini's opera Guillaume Tell, de tonen cis-e-a in A-groot:
De bestuurders van deze autobussen waarschuwen hiermee het overige verkeer, dat op bergpostwegen hun aanwijzingen moet opvolgen. Om de punctualiteit van de bus te garanderen, wordt altijd begonnen met sneeuwruimen op de wegen waarlangs de bus rijdt. Eerder werden de bussen uitgerust met een sneeuwploeg. De diensten beginnen vroeg in de ochtend.

Ongeveer 600 van de 2200 postbussen zijn voorzien van de drietonige hoorn, omdat alleen zij gebruik maken van de bergpostwegen.

## Kentekens
Zwitserland kent 17 Regionale Postbuscentra (RPZ). De bussen hadden tot 2003 een kenteken dat met de letter P begon. In 2003 hebben de bussen kantonnale kentekens gekregen.

## Eeuwfeest
In aanwezigheid van president Moritz Leuenberger is in mei 2006 het 100-jarig bestaan van de gele postauto gevierd in Aarberg, waar de eerste rit begon. Oude postkoetsen maakten de rit opnieuw.

## Enkele kerncijfers 2024
- Routenetwerk:
  - aantal routes: 950
  - lengte van het netwerk in kilometers: 17.689
  - aantal tussenstops: 11.339
- Aantal passagiers: 183,1 miljoen
- Aantal voertuigen: 2307
- Aantal voertuigkilometers: 140 miljoen
- Aantal medewerkers: 3438, waarvan voltijds: 2937

Deze cijfers zijn afkomstig van PostAuto